# Syllepte amissalis
Syllepte amissalis is een vlinder uit de familie van de grasmotten (Crambidae), uit de onderfamilie van de Spilomelinae. De wetenschappelijke naam van deze soort is voor het eerst voorgesteld als Botys amissalis door Achille Guenée in een publicatie uit 1854.
De soort komt voor in Brazilië.